# Duarte Galvão
Duarte Galvão, né vers 1435/40 à Évora, mort le 9 juin 1517 sur l'île de Kamaran (Mer Rouge), est un diplomate et chroniqueur portugais.

## Biographie
Son père, Rui Galvão, fut clerc de la Chambre royale (escrivão da Cámara) avant 1429, secrétaire du roi Édouard Ier, puis escrivão da puridade sous Alphonse V, chargé de plusieurs ambassades en Castille. Son frère aîné João Galvão (v. 1425-1485) fut évêque de Coïmbre de 1460 à 1481, légat du pape Pie II au Portugal de 1461 à 1464, puis archevêque de Braga, et comte d'Argani.
Duarte Galvão fut secrétaire et notaire royal à partir de 1464 et ensuite sous les trois règnes d'Alphonse V, de Jean II et de Manuel Ier, qui lui confièrent plusieurs ambassades. En 1489, il fut envoyé à la cour de France pour déclarer la guerre au roi Charles VIII (cette démarche n'eut d'ailleurs aucune suite sérieuse). Il mena ainsi d'autres ambassades dans diverses cours d'Europe.
En 1503/05, il rédigea à la demande du roi Manuel Ier la Chronica do Muito Alto e Muito Esclarecido Principe D. Afonso Henriques, Primeiro Rey de Portugal, chronique du règne du roi Alphonse Ier. C'est la seule œuvre littéraire qu'on lui connaît. Conservée longtemps en manuscrit à la Torre do Tombo, elle fut éditée en 1726 par Miguel Lopes Ferreira juste avant les chroniques de Rui de Pina concernant les cinq rois suivants.
Il fut un idéologue de la cour de Manuel Ier, justifiant les expéditions portugaises dans l'Océan Indien par un discours millénariste inspiré de Joachim de Flore et leur fixant pour objectif la reconquête de Jérusalem par le blocus de la Mer Rouge. Une fois ce projet réalisé, la vision joachimite d'un « cinquième empire » serait accomplie et le roi Manuel pourrait se proclamer empereur d'Orient en revendiquant l'héritage de Constantin. On conserve une lettre non datée adressée par Duarte Galvão à Alphonse d'Albuquerque et développant cette conception religieuse des expéditions portugaises.
De même, deux développements originaux qu'il donne à la chronique d'Alphonse Ier concernent la vision de Jésus-Christ par celui-ci avant la bataille d'Ourique (le « miracle d'Ourique ») et la nomination à Coïmbre de l'évêque « noir » Soleima. Le Christ lui dit qu'il veut, par lui et ses descendants, fonder un Empire propagateur de son nom parmi les nations les plus reculées. Ses successeurs auront la mission de convertir les « peuples colorés des Éthiopies et des Indes » (« gemtes timtas das Ethiopias e Imdias »).
En février 1514 arriva à Lisbonne, envoyé par Alphonse d'Albuquerque, un ambassadeur de l'impératrice-régente Hélène d'Éthiopie, nommé Matthieu, porteur d'une lettre de la souveraine au roi de Portugal. Une alliance des Portugais avec le « Royaume du Prêtre Jean » comblait les aspirations politico-religieuses du roi Manuel et de ses conseillers. Une ambassade dirigée par le déjà très vieux Duarte Galvão, raccompagnant Matthieu, et à laquelle participait aussi Francisco Álvares, aumônier du roi, partit le 7 avril 1515 sur la flotte de Lopo Soares de Albergaria, qui devait remplacer Alphonse de Albuquerque comme gouverneur de l'Inde portugaise. Cette mission fut fortement entravée par la rivalité entre Albergaria et Albuquerque : les ambassadeurs restèrent bloqués à Goa jusqu'au début de 1517. Ensuite Albergaria les conduisit dans la Mer Rouge, mais refusa de les débarquer à Massaoua. Duarte Galvão mourut sur l'île de Kamaran avant d'avoir atteint l'Éthiopie.
Il fut d'abord marié à Catarina de Sousa de Albuquerque, cousine germaine d'Alphonse d'Albuquerque (par sa mère Isabel de Albuquerque). Il se remaria en 1486 avec Catarina da Silva Vasconcelos. Il eut plusieurs enfants de ses deux mariages, dont António Galvão (v. 1490-1557), auteur de la première grande relation des voyages de découverte hispano-portugais jusqu'en 1555.
En dehors de la lettre à Albuquerque, on conserve aussi de Duarte Galvão une lettre adressée au secrétaire d'État António Carneiro, datant probablement de 1514.

## Éditions
- José de Bragança (éd.), Duarte Galvão. Crónica de D. Afonso Henriques, segundo o manuscrito da Torre do Tombo, Lisbonne, Portugália Editora, 1950.
- Duarte Galvão. Crónica de el-rei D. Afonso Henriques, Lisbonne, Imprensa nacional, 1995.